# Scutellospora erythropus
Scutellospora erythropus är en svampart som först beskrevs av Koske & C. Walker, och fick sitt nu gällande namn av C. Walker & F.E. Sanders 1986. Scutellospora erythropus ingår i släktet Scutellospora och familjen Gigasporaceae.   Inga underarter finns listade i Catalogue of Life.